# Brachycentrus numerosus
Brachycentrus numerosus är en nattsländeart som först beskrevs av Thomas Say 1823.  Brachycentrus numerosus ingår i släktet Brachycentrus och familjen bäcknattsländor. Inga underarter finns listade i Catalogue of Life.